# Joe Harvey
Pour les articles homonymes, voir Harvey.
Joe Harvey, de son nom complet Joseph Harvey, est un footballeur et entraîneur anglais né le 11 juin 1918 à Edlington et mort le 24 février 1989. Il passe la majeure partie de sa carrière de joueur à Newcastle United et est le dernier entraîneur à avoir remporté un trophée majeur avec les Magpies.

## Biographie

### En club
Joe Harvey commence sa carrière avec les Wolverhampton Wanderers en 1936. Attaquant au début de sa carrière, il se repositionne rapidement défenseur central,,.
De 1936 à 1938, il est joueur du Bournemouth & Boscombe Athletic,,.
En 1939, Harvey rejoint Bradford City,,.
Après-guerre, il est transféré à Newcastle United,,.
Lors de la saison 1948-1949, il découvre la première division anglaise,,.
Il remporte la Coupe d'Angleterre en 1951 et 1952,,.
Joe Harvey joue au total 153 matchs pour 6 buts marqués en première division anglaise.

### Entraîneur
Il devient entraîneur après sa carrière de joueur,.
En 1954, il dirige Crook Town (en) : le club remporte alors la Coupe d'Angleterre amateur,.
L'année suivante, il devient entraîneur de Barrow pendant une saison,.
De 1956 à 1958, il dirige Workington,.
En 1962, Harvey revient à son club de succès en tant que joueur et est nommé entraîneur de Newcastle United,.
Il fait remonter le club en première division en remportant la Football League en 1964-65,.
Le club remporte remporte la Coupe des villes de foires en 1968-1969, seul trophée européen du club,.

## Palmarès

### Joueur
Newcastle United
- Coupe d'Angleterre :
  - Vainqueur : 1950-51 et 1951-52.

### Entraîneur
Crook Town (en)
- Coupe d'Angleterre amateur :
  - Champion : 1953-54.

 Newcastle United
- Coupe des villes de foires :
  - Vainqueur : 1968-69.

- Texaco Cup : 
  - Vainqueur : 1973-74 et 1974-75.

- Coupe anglo-italienne :
  - Vainqueur : 1973.

- Championnat d'Angleterre D2 :
  - Champion : 1964-65